# 샐리 호킨스
샐리 호킨스(Sally Hawkins, 1976년 4월 27일 ~ )는 잉글랜드의 배우이다. 2002년 마이클 리의 《전부 아니면 무》에서 영화 데뷔를 했다. 리와의 작품 활동을 계속하며, 《베라 드레이크》 (2004)에서 조연으로, 《해피 고 럭키》 (2008)에 출연하며, 골든 글로브상 코미디 뮤지컬 영화 부문 여우주연상과 제58회 베를린 국제 영화제에서 은곰상 여우주연상을 수상했다.
그녀는 또한 《메이드 인 다겐함》 (2010), 《패딩턴》 (2014)에도 출연했다. 《카산드라 드림》 (2007)과 아카데미상, 영국 아카데미 영화상에서 여우조연상 후보에 오르게 해준 《블루 재스민》 (2013)등 우디 앨런 영화 두 편에도 출연했다. 2016년 《내 사랑》에 출연했다. 2017년에 그녀는 《패딩턴 2》에서 메리 브라운 역으로 재출연했으며, 세계적으로 극찬을 받은 판타지 영화 《셰이프 오브 워터: 사랑의 모양》에 엘라이자 에스포시토라는 주연을 맡으며, 아카데미상과 영국 아카데미 영화상 여우주연상 후보에 올랐다.
호킨스는 로미오와 줄리엣 같은 작품에 출연하며 연극 배우로 경력을 시작했고, 줄리엣, 헛소동, 한여름 밤의 꿈에 출연했다. 그녀는 런던의 로열 코트 극장등 연극 무대에 출연했고, 2010년에는 워렌 부인의 직업에 출연하며 브로드웨이 데뷔를 했다.

## 출연작 목록

### 영화
| 연도 | 제목                           | 원제                                    | 배역                | 비고    |
| ---- | ------------------------------ | --------------------------------------- | ------------------- | ------- |
| 2002 | 전부 아니면 무                 | All or Nothing                          | 서맨사              |         |
| 2003 | 바이런                         | Byron                                   | 메리 셸리           | TV 영화 |
| 2004 | 베라 드레이크                  | Vera Drake                              | 수전 웰스           |         |
| 2004 | 레이어 케이크                  | Layer Cake                              | 슬래셔              |         |
| 2006 | 할로우 차이나                  | Hollow China                            | 호머                | 단편    |
| 2006 | 반짝반짝 빛나는 내 마음의 구멍 | Shiny Shiny Bright New Hole in My Heart | 내털리              | TV 영화 |
| 2006 | H. G. 웰스의 우주 전쟁         | H. G. Wells: War with the World         | 리베카 웨스트       | TV 영화 |
| 2007 | 설득                           | Persuasion                              | 앤 엘리엇           |         |
| 2007 | 카산드라 드림                  | Cassandra's Dream                       | 케이트              |         |
| 2007 | 워즈                           | WΔZ                                     | 엘리 카펜터         |         |
| 2008 | 해피 고 럭키                   | Happy-Go-Lucky                          | 포피 크로스         |         |
| 2009 | 언 에듀케이션                  | An Education                            | 세라 골드먼         |         |
| 2009 | 데저트 플라워                  | Desert Flower                           | 메릴린              |         |
| 2009 | 해피 에버 애프터스             | Happy Ever Afters                       | 모라                |         |
| 2010 | 멋진 사후세계                  | It's a Wonderful Afterlife              | 린다                |         |
| 2010 | 네버 렛 미 고                  | Never Let Me Go                         | 루시                |         |
| 2010 | 메이드 인 다겐함               | Made in Dagenham                        | 리타 오그레이디     |         |
| 2010 | 서브마린                       | Submarine                               | 질 테이트           |         |
| 2011 | 러브 버즈                      | Love Birds                              | 홀리                |         |
| 2011 | 제인 에어                      | Jane Eyre                               | 리드 부인           |         |
| 2012 | 위대한 유산                    | Great Expectations                      | 조 부인             |         |
| 2013 | 올 이즈 브라이트               | All Is Bright                           | 올가                |         |
| 2013 | 블루 재스민                    | Blue Jasmine                            | 진저                |         |
| 2013 | 더블: 달콤한 악몽              | The Double                              | 직원                | 카메오  |
| 2013 | 폰 콜                          | The Phone Call                          | 헤더                | 단편    |
| 2014 | 고질라                         | Godzilla                                | 비비엔 그레이엄     |         |
| 2014 | 네이든                         | X+Y                                     | 줄리 엘리스         |         |
| 2014 | 패딩턴                         | Paddington                              | 메리 브라운         |         |
| 2016 | 내 사랑                        | Maudie                                  | 모드 루이스         |         |
| 2017 | 셰이프 오브 워터: 사랑의 모양  | The Shape of Water                      | 일라이자 에스포지토 |         |
| 2017 | 패딩턴 2                       | Paddington 2                            | 메리 브라운         |         |
| 2019 | 고질라: 킹 오브 몬스터         | Godzilla: King of the Monsters          | 비비엔 그레이엄     |         |
| 2019 | 이터널 뷰티                    | Eternal Beauty                          | 제인                |         |
| 2021 | 스펜서                         | Spencer                                 | 매기                |         |
| 2021 | 오픈의 유령                    | The Phantom of the Open                 | 진 플릿크로프트     |         |
| 2021 | 크리스마스로 불리는 소년       | A Boy Called Christmas                  | 보돌                |         |
| 2023 | 웡카                           | Wonka                                   | 웡카의 엄마         |         |
| 2025 | 브링 허 백                     | Bring Her Back                          | 로라                |         |

### 텔레비전 드라마
| 연도    | 제목                    | 원제                                  | 배역          | 비고                                                            |
| ------- | ----------------------- | ------------------------------------- | ------------- | --------------------------------------------------------------- |
| 1999    | 캐주얼티                | Casualty                              | 에마 리스터   | "To Have and to Hold" 에피소드                                  |
| 2000    | 닥터스                  | Doctors                               | 세라 칸       | "Pretty Baby" 에피소드                                          |
| 2002    | 벨벳 애무하기           | Tipping the Velvet                    | 지나 블레이크 |                                                                 |
| 2003-05 | 리틀 브리튼             | Little Britain                        | 캐시          | 3회분 출연                                                      |
| 2005    | 핑거스미스              | Fingersmith                           | 수전 트린더   | 미니시리즈                                                      |
| 2005    | 하늘 아래 2만 개의 거리 | Twenty Thousand Streets Under the Sky | 엘라          | 미니시리즈                                                      |
| 2011    | 리틀 크래커             | Little Crackers                       | 머미          | "Barbara Windsor's Little Cracker: My First Brassiere" 에피소드 |